# Tell Malah
Tell Malah (tiếng Ả Rập: تل ملح) là một thị trấn của Syria nằm trong phó huyện Mahardah ở huyện Mahardah thuộc Tỉnh Hama. Theo Cục Thống kê Trung ương Syria (CBS), Tell Malah có dân số 876 trong cuộc điều tra dân số năm 2004.